# فاضل عبود التميمي
فاضل عبود التميمي (1955 - ) هو أكاديمي وكاتب وناقد عراقي، من مواليد مدينة بعقوبة، يعمل أستاذًا للبلاغة والنقد الأدبي في كليّة التربية للعلوم الإنسانيّة بجامعة ديالى، مشارك في عدد من الندوات والمؤتمرات العلمية في عدد من الدول العربية.

## عضوية ومناصب
- عضو في الاتحاد العام للأدباء والكتاب في العراق.
- رئيس قسم اللغة العربية في كلية التربية بجامعة ديالى.
- أستاذ الدراسات العليا في جامعة ديالى.

## مؤلفاته
1. البلاغة العربية من التخيل إلى القراءة والتلقي.[1]
2. جماليات المقالة عند د. علي جواد الطاهر: وراء الأفق الأدبي مثالا.[2]
3. حضور النص: قراءات في الخطاب البلاغي النقدي عند العرب.[3][4]
4. التناص مع القصص القرآني في شعر اديب كمال الدين.
5. السيرة الذاتية: من إحسان عباس... إلى علي جواد الطاهر: قراءات.[5]
6. القصة والرواية في ديالى: من منتصف الثلاثينيات حتى الستينيات، نقد.
7. المقالة العربية: تجنيسها، انواعها، شعريتها.[6][7]
8. جذور نظرية الاجناس الادبية في النقد العربي القديم، منشورات المجمع العلمي، ط1، 2012.[8]
9. رؤيا الملك، أو ماندانا وستافروب: دراسة أسلوبية.[9]
10. في دائرة نقد النقد: قراءات في نصوص نقدية معاصرة
11. حفيد اوروك: قراءات في ادب زيد الشهيد.[10]
12. من فضاء البحر إلى شجون الكتابة: قراءات في رواية حسن البحار (بحر ازرق.. قمر ابيض).
13. دراسات ثقافية في الرواية والرحلة والمقالة.[11]
14. قراءات في كتاب الصناعتين، الكتابة والشعر لأبي هلال العسكري.[12]
15. سرديات عراقية: اضاءات في القصة، الرواية، والنص.[13]